# Landgericht Markt Bibart
Das Landgericht Markt Bibart war ein von 1812 bis 1879 bestehendes bayerisches Landgericht älterer Ordnung mit Sitz in Markt Bibart im heutigen Landkreis Neustadt an der Aisch-Bad Windsheim. Das Landgericht Markt Bibart gehörte zum Rezatkreis (ab 1838 Mittelfranken).

## Lage
Das Landgericht Markt Bibart grenzte 1856 im Osten an das Landgericht Neustadt an der Aisch, im Süden an das Landgericht Windsheim, im Südwesten an das Landgericht Uffenheim, im Westen an das Landgericht Marktbreit und im Norden an das Landgericht Scheinfeld.

## Geschichte
Im Jahr 1812 wurde im Verlauf der Verwaltungsneugliederung Bayerns das Landgericht zweiter Klasse Markt Bibart errichtet.

### Steuerdistrikte
Das Landgericht Markt Bibart wurde in neun Steuerdistrikte aufgeteilt, die vom Rentamt Scheinfeld bzw. Rentamt Iphofen verwaltet wurden (die eingeklammerten Orte unterstanden in Verwaltung und Gerichtsbarkeit nicht dem Landgericht Markt Bibart):
- Ingolstadt;
- Iphofen mit Birklingen, Domherrnmühle, Gumpertsmühle, Landthurm, (Neubauhof), Poppenhof, Seufertshof, Vogtsmühle;
- Krettenbach;
- Markt Bibart mit Altenspeckfeld, Altmannshausen, (Enzlar,) Untere Mühle und Ziegelhütte;
- Neundorf;
- Oberscheinfeld mit Herpersdorf, Herrnberg, Oberambach, Oefelesmühle, Schloßmühle, Ziegelhütte und Ziegelmühle;
- Obersteinbach mit Fallmeister, Lachheim, Lerchenhöchstadt und Wilhelminenberg; *
- Schönaich mit Schönaichermühle;
- Willanzheim mit Brückenmühle, Dorfmühle, Hagenmühle, Hintere Dorfmühle, (Mönchsondheim, Nierenmühle, Obere Dorfmühle,) Riedmühle, (Schwarzmühle,) Tiefenstockheim, Untere Dorfsmühle, Weidenmühle und Zapfenmühle;
- Ziegenbach.
- Unterlaimbach und Vettermühle zu Scheinfeld;
- Erlabronn zu Schnodsenbach.

### Ruralgemeinden
Mit dem Zweiten Gemeindeedikt (1818) gab es elf Ruralgemeinden:
- Altmannshausen mit Altenspeckfeld;
- Erlabronn mit Fallhaus;
- Ingolstadt;
- Iphofen mit Domherrnmühle, Gumpertsmühle, Landthurm, Poppenhof, Vogtsmühle;
- Markt Bibart mit Untere Mühle und Ziegelhütte;
- Neundorf;
- Oberlaimbach mit Vettermühle;
- Oberscheinfeld mit Herpersdorf, Herrnberg, Krettenbach, Oberambach, Oefelesmühle, Schloßmühle, Schönaich, Schönaichermühle, Ziegelhütte und Ziegelmühle;
- Obersteinbach mit Fallmeister, Lachheim, Lerchenhöchstadt und Wilhelminenberg; *
- Tiefenstockheim mit Dorfsmühle und Riedmühle;
- Willanzheim mit Brückenmühle, Hagenmühle, Weidenmühle und Zapfenmühle;
- Ziegenbach mit Birklingen und Seufertshof.

1818 zählte das Landgericht Markt Bibart 5501 Einwohner, die sich auf 1244 Familien verteilten und in 1037 Anwesen wohnten.

### Weitere Entwicklung nach den Gemeindeedikten
Am 20. Februar 1823 wurde Füttersee vom Landgericht Burgebrach an das Landgericht Markt Bibart abgegeben. Am 12. Februar 1827 wurden vom Landgericht Neustadt an der Aisch die Gemeinden Langenfeld, Obersteinbach (ohne Lerchenhöchstadt), Taschendorf und Ullstadt an das Landgericht Markt Bibart abgegeben. Am 11. Oktober 1832 wurde der Ort Lerchenhöchstädt ebenfalls an das Landgericht Markt Bibart abgegeben. Am 3. Juli 1838 wurden vom Landgericht Windsheim die Gemeinden Deutenheim, Ezelheim und Sugenheim abgegeben. Des Weiteren wurden Mönchsondheim nach 1829 vom Herrschaftsgericht Markt Einersheim abgegeben, Holzberndorf vor 1829 und Fürstenforst und Oberrimbach nach 1829 vom Herrschaftsgericht Burghaslach und Herbolzheim vom Herrschaftsgericht Hohenlandsberg.
Die Gemeinde Neundorf wurde an das Herrschaftsgericht Markt Einersheim abgegeben, die Gemeinden Krettenbach und Ziegenbach wurden nach 1829 an Herrschaftsgericht Rüdenhausen abgegeben.
1840 hatte das Landgericht Markt Bibart eine Gebietsfläche von 41⁄2 Quadratmeilen (≈247 km²). Es gab 9943 Einwohner, wovon 5113 Katholiken, 4593 Protestanten und 237 Juden waren. Es gab 65 Ortschaften: 1 Stadt, 4 Märkte, 11 Pfarrdörfer, 5 Kirchdörfer, 7 Dörfer, 5 Weiler und 32 Einöden. Insgesamt gab es 24 Gemeinden: 1 Magistrat 3. Klasse, 4 Marktgemeinden und 19 Landgemeinden.
Vom Landgericht Uffenheim kam die Gemeinde Nenzenheim hinzu.
1849 kamen vom aufgelösten Herrschaftsgericht Markt Einersheim die Gemeinden Hellmitzheim, Markt Einersheim und Possenheim hinzu. Mit der Auflösung des Herrschaftsgerichtes Hohenlandsberg zum 1. Oktober 1850 kamen die Gemeinden Dornheim, Herrnsheim, Hüttenheim, Iffigheim, Krassolzheim, Krautostheim, Nordheim, Possenheim, Seinsheim und Wässerndorf hinzu. Am 25. August 1857 wurden Herrnsheim, Hüttenheim, Iffigheim, Seinsheim, Tiefenstockheim und Wässerndorf an das Landgericht Marktbreit überwiesen und Willanzheim an das Landgericht Marktsteft.
1852 wurden die Gemeinden Erlabronn, Fürstenforst, Füttersee, Holzberndorf, Herpersdorf, Markt Taschendorf, Obertaschendorf, Oberrimbach, Oberscheinfeld und Obersteinbach an das neu gegründete Landgericht Scheinfeld abgegeben und Herbolzheim an das Landgericht Uffenheim.
1856 gab es 12338 Einwohner, wovon 5146 Katholiken, 6833 Protestanten und 355 Juden waren. Es gab 84 Ortschaften: 1 Stadt, 6 Märkte, 17 Pfarrdörfer, 5 Kirchdörfer, 1 Dorf, 5 Weiler und 49 Einöden. Insgesamt gab es 29 Gemeinden: 1 Magistrat 3. Klasse und 28 Landgemeinden:
Ab 1862 war das Landgericht Markt Bibart nur noch für die Gerichtsbarkeit zuständig. Die Verwaltung wurde vom neu geschaffenen Bezirksamt Scheinfeld übernommen.

## Synopse
| Gemeinde          | Gemeindeteile      | Herkunft                            | seit  | Weiterer Verbleib        | ab   |
| ----------------- | ------------------ | ----------------------------------- | ----- | ------------------------ | ---- |
| Altmannshausen    | Altmannshausen     | Landgericht Markt Bibart            |       | Landgericht Markt Bibart |      |
| Altmannshausen    | Altenspeckfeld     | Landgericht Markt Bibart            |       | Landgericht Markt Bibart |      |
| Altmannshausen    | Enzlar             | Landgericht Markt Bibart            |       | Landgericht Markt Bibart |      |
| Birklingen        | Birklingen         | Landgericht Markt Bibart            |       | Landgericht Markt Bibart |      |
| Birklingen        | Neubauhof          | Landgericht Markt Bibart            |       | Landgericht Markt Bibart |      |
| Deutenheim        | Deutenheim         | Landgericht Windsheim               | 1838  | Landgericht Markt Bibart |      |
| Deutenheim        | Dutzenthal         | Landgericht Windsheim               | 1838  | Landgericht Markt Bibart |      |
| Dornheim          | Dornheim           | Herrschaftsgericht Hohenlandsberg   | 1850  | Landgericht Markt Bibart |      |
| Dornheim          | Fischhof           | Herrschaftsgericht Hohenlandsberg   | 1850  | Landgericht Markt Bibart |      |
| Dornheim          | Hohlbrunnermühle   | Herrschaftsgericht Hohenlandsberg   | 1850  | Landgericht Markt Bibart |      |
| Erlabronn         | Erlabronn          | Landgericht Markt Bibart            |       | Landgericht Scheinfeld   | 1852 |
| Ezelheim          | Ezelheim           | Landgericht Windsheim               | 1838  | Landgericht Markt Bibart |      |
| Fürstenforst      | Fürstenforst       | Herrschaftsgericht Burghaslach      | 1829+ | Landgericht Markt Bibart |      |
| Fürstenforst      | Harthof            | Herrschaftsgericht Burghaslach      | 1829+ | Landgericht Markt Bibart |      |
| Füttersee         | Füttersee          | Landgericht Burgebrach              | 1823  | Landgericht Scheinfeld   | 1852 |
| Füttersee         | Hammermühle        | Landgericht Burgebrach              | 1823  | Landgericht Scheinfeld   | 1852 |
| Hellmitzheim      | Hellmitzheim       | Herrschaftsgericht Markt Einersheim | 1849  | Landgericht Markt Bibart |      |
| Hellmitzheim      | Bruckhof           | Herrschaftsgericht Markt Einersheim | 1849  | Landgericht Markt Bibart |      |
| Hellmitzheim      | Obere Dorfmühle    | Herrschaftsgericht Markt Einersheim | 1849  | Landgericht Markt Bibart |      |
| Hellmitzheim      | Seehof             | Herrschaftsgericht Markt Einersheim | 1849  | Landgericht Markt Bibart |      |
| Hellmitzheim      | Untere Mühle       | Herrschaftsgericht Markt Einersheim | 1849  | Landgericht Markt Bibart |      |
| Hellmitzheim      | Waldhof            | Herrschaftsgericht Markt Einersheim | 1849  | Landgericht Markt Bibart |      |
| Herbolzheim       | Herbolzheim        | Herrschaftsgericht Hohenlandsberg   | 1829+ | Landgericht Uffenheim    | 1852 |
| Herpersdorf       | Herpersdorf        | Landgericht Markt Bibart            |       | Landgericht Scheinfeld   | 1852 |
| Herpersdorf       | Oberambach         | Landgericht Markt Bibart            |       | Landgericht Scheinfeld   | 1852 |
| Herpersdorf       | Oefelesmühle       | Landgericht Markt Bibart            |       | Landgericht Scheinfeld   | 1852 |
| Herrnsheim        | Herrnsheim         | Herrschaftsgericht Hohenlandsberg   | 1850  | Landgericht Markt Bibart |      |
| Herrnsheim        | Herrnsheimer Mühle | Herrschaftsgericht Hohenlandsberg   | 1850  | Landgericht Markt Bibart |      |
| Holzberndorf      | Holzberndorf       | Herrschaftsgericht Burghaslach      | 1829- | Landgericht Scheinfeld   | 1852 |
| Hüttenheim        | Hüttenheim         | Herrschaftsgericht Hohenlandsberg   | 1850  | Landgericht Markt Bibart |      |
| Iffigheim         | Iffigheim          | Herrschaftsgericht Hohenlandsberg   | 1850  | Landgericht Markt Bibart |      |
| Iffigheim         | Backofenmühle      | Herrschaftsgericht Hohenlandsberg   | 1850  | Landgericht Markt Bibart |      |
| Iffigheim         | Beigelsmühle       | Herrschaftsgericht Hohenlandsberg   | 1850  | Landgericht Markt Bibart |      |
| Iffigheim         | Dorfmühle          | Herrschaftsgericht Hohenlandsberg   | 1850  | Landgericht Markt Bibart |      |
| Iffigheim         | Nagelsmühle        | Herrschaftsgericht Hohenlandsberg   | 1850  | Landgericht Markt Bibart |      |
| Iffigheim         | Schleifmühle       | Herrschaftsgericht Hohenlandsberg   | 1850  | Landgericht Markt Bibart |      |
| Ingolstadt        | Ingolstadt         | Landgericht Markt Bibart            |       | Landgericht Markt Bibart |      |
| Iphofen           | Iphofen            | Landgericht Markt Bibart            |       | Landgericht Markt Bibart |      |
| Iphofen           | Domherrnmühle      | Landgericht Markt Bibart            |       | Landgericht Markt Bibart |      |
| Iphofen           | Gumpertsmühle      | Landgericht Markt Bibart            |       | Landgericht Markt Bibart |      |
| Iphofen           | Landthurm          | Landgericht Markt Bibart            |       | Landgericht Markt Bibart |      |
| Iphofen           | Poppenhof          | Landgericht Markt Bibart            |       | Landgericht Markt Bibart |      |
| Iphofen           | Vogtsmühle         | Landgericht Markt Bibart            |       | Landgericht Markt Bibart |      |
| Krassolzheim      | Krassolzheim       | Herrschaftsgericht Hohenlandsberg   | 1850  | Landgericht Markt Bibart |      |
| Krautostheim      | Krautostheim       | Herrschaftsgericht Hohenlandsberg   | 1850  | Landgericht Markt Bibart |      |
| Krettenbach       | Krettenbach        | Herrschaftsgericht Rüdenhausen      | 1852  | Landgericht Markt Bibart |      |
| Krettenbach       | Schönaich          | Herrschaftsgericht Rüdenhausen      | 1852  | Landgericht Markt Bibart |      |
| Langenfeld        | Langenfeld         | Landgericht Neustadt                | 1827  | Landgericht Markt Bibart |      |
| Langenfeld        | Hohenholz          | Landgericht Neustadt                | 1827  | Landgericht Markt Bibart |      |
| Langenfeld        | Lamprechtsmühle    | Landgericht Neustadt                | 1827  | Landgericht Markt Bibart |      |
| Markt Bibart      | Markt Bibart       | Landgericht Markt Bibart            |       | Landgericht Markt Bibart |      |
| Markt Bibart      | Untere Mühle       | Landgericht Markt Bibart            |       | Landgericht Markt Bibart |      |
| Markt Bibart      | Ziegelhütte        | Landgericht Markt Bibart            |       | Landgericht Markt Bibart |      |
| Markt Einersheim  | Markt Einersheim   | Herrschaftsgericht Markt Einersheim | 1849  | Landgericht Markt Bibart |      |
| Markt Einersheim  | Eselsmühle         | Herrschaftsgericht Markt Einersheim | 1849  | Landgericht Markt Bibart |      |
| Markt Einersheim  | Neubauhof          | Herrschaftsgericht Markt Einersheim | 1849  | Landgericht Markt Bibart |      |
| Markt Einersheim  | Schwarzmühle       | Herrschaftsgericht Markt Einersheim | 1849  | Landgericht Markt Bibart |      |
| Markt Einersheim  | Sekretariusmühle   | Herrschaftsgericht Markt Einersheim | 1849  | Landgericht Markt Bibart |      |
| Markt Einersheim  | Steinmühle         | Herrschaftsgericht Markt Einersheim | 1849  | Landgericht Markt Bibart |      |
| Markt Nordheim    | Markt Nordheim     | Herrschaftsgericht Hohenlandsberg   | 1850  | Landgericht Markt Bibart |      |
| Markt Nordheim    | Kottenheim         | Herrschaftsgericht Hohenlandsberg   | 1850  | Landgericht Markt Bibart |      |
| Markt Nordheim    | Schloss Seehaus    | Herrschaftsgericht Hohenlandsberg   | 1850  | Landgericht Markt Bibart |      |
| Markt Nordheim    | Wüstphül           | Herrschaftsgericht Hohenlandsberg   | 1850  | Landgericht Markt Bibart |      |
| Markt Taschendorf | Markt Taschendorf  | Landgericht Neustadt                | 1827  | Landgericht Scheinfeld   | 1852 |
| Markt Taschendorf | Butzenmühle        | Landgericht Neustadt                | 1827  | Landgericht Scheinfeld   | 1852 |
| Markt Taschendorf | Obertaschendorf    | Landgericht Neustadt                | 1827  | Landgericht Scheinfeld   | 1852 |
| Mönchsondheim     | Mönchsondheim      | Herrschaftsgericht Markt Einersheim | 1829+ | Landgericht Markt Bibart |      |
| Mönchsondheim     | Nierenmühle        | Herrschaftsgericht Markt Einersheim | 1829+ | Landgericht Markt Bibart |      |
| Mönchsondheim     | Schwarzmühle       | Herrschaftsgericht Markt Einersheim | 1829+ | Landgericht Markt Bibart |      |
| Nenzenheim        | Nenzenheim         | Landgericht Uffenheim               | 1852  | Landgericht Markt Bibart |      |
| Neundorf          | Neundorf           | Herrschaftsgericht Markt Einersheim | 1829+ | Landgericht Markt Bibart |      |
| Oberlaimbach      | Oberlaimbach       | Landgericht Markt Bibart            |       | Landgericht Markt Bibart |      |
| Oberlaimbach      | Vettermühle        | Landgericht Markt Bibart            |       | Landgericht Markt Bibart |      |
| Oberrimbach       | Oberrimbach        | Herrschaftsgericht Burghaslach      | 1829+ | Landgericht Scheinfeld   | 1852 |
| Oberrimbach       | Burghöchstadt      | Herrschaftsgericht Burghaslach      | 1829+ | Landgericht Scheinfeld   | 1852 |
| Oberscheinfeld    | Oberscheinfeld     | Landgericht Markt Bibart            |       | Landgericht Scheinfeld   | 1852 |
| Oberscheinfeld    | Herrnberg          | Landgericht Markt Bibart            |       | Landgericht Scheinfeld   | 1852 |
| Oberscheinfeld    | Schloßmühle        | Landgericht Markt Bibart            |       | Landgericht Scheinfeld   | 1852 |
| Oberscheinfeld    | Seufertshof        | Landgericht Markt Bibart            |       | Landgericht Scheinfeld   | 1852 |
| Oberscheinfeld    | Ziegelhütte        | Landgericht Markt Bibart            |       | Landgericht Scheinfeld   | 1852 |
| Oberscheinfeld    | Ziegelmühle        | Landgericht Markt Bibart            |       | Landgericht Scheinfeld   | 1852 |
| Obersteinbach     | Obersteinbach      | Landgericht Neustadt                | 1827  | Landgericht Scheinfeld   | 1852 |
| Obersteinbach     | Fallmeister        | Landgericht Neustadt                | 1827  | Landgericht Scheinfeld   | 1852 |
| Obersteinbach     | Lachheim           | Landgericht Neustadt                | 1827  | Landgericht Scheinfeld   | 1852 |
| Obersteinbach     | Lerchenhöchstadt   | Landgericht Neustadt                | 1827  | Landgericht Scheinfeld   | 1852 |
| Obersteinbach     | Wilhelminenberg    | Landgericht Neustadt                | 1827  | Landgericht Scheinfeld   | 1852 |
| Possenheim        | Possenheim         | Herrschaftsgericht Markt Einersheim | 1849  | Landgericht Markt Bibart |      |
| Seinsheim         | Seinsheim          | Herrschaftsgericht Hohenlandsberg   | 1850  | Landgericht Markt Bibart |      |
| Seinsheim         | Stadtmühle         | Herrschaftsgericht Hohenlandsberg   | 1850  | Landgericht Markt Bibart |      |
| Sugenheim         | Sugenheim          | Landgericht Windsheim               | 1838  | Landgericht Markt Bibart |      |
| Sugenheim         | Hürfeld            | Landgericht Windsheim               | 1838  | Landgericht Markt Bibart |      |
| Sugenheim         | Rüdern             | Landgericht Windsheim               | 1838  | Landgericht Markt Bibart |      |
| Tiefenstockheim   | Tiefenstockheim    | Landgericht Markt Bibart            |       | Landgericht Markt Bibart |      |
| Tiefenstockheim   | Gumpertsmühle      | Landgericht Markt Bibart            |       | Landgericht Markt Bibart |      |
| Tiefenstockheim   | Riedmühle          | Landgericht Markt Bibart            |       | Landgericht Markt Bibart |      |
| Ullstadt          | Ullstadt           | Landgericht Neustadt                | 1827  | Landgericht Markt Bibart |      |
| Ullstadt          | Buchhof            | Landgericht Neustadt                | 1827  | Landgericht Markt Bibart |      |
| Ullstadt          | Wiesenmühle        | Landgericht Neustadt                | 1827  | Landgericht Markt Bibart |      |
| Wässerndorf       | Wässerndorf        | Herrschaftsgericht Hohenlandsberg   | 1850  | Landgericht Markt Bibart |      |
| Wässerndorf       | Barthsmühle        | Herrschaftsgericht Hohenlandsberg   | 1850  | Landgericht Markt Bibart |      |
| Wässerndorf       | Gehrenmühle        | Herrschaftsgericht Hohenlandsberg   | 1850  | Landgericht Markt Bibart |      |
| Wässerndorf       | Holzmühle          | Herrschaftsgericht Hohenlandsberg   | 1850  | Landgericht Markt Bibart |      |
| Wässerndorf       | Lungenmühle        | Herrschaftsgericht Hohenlandsberg   | 1850  | Landgericht Markt Bibart |      |
| Wässerndorf       | Papiermühle        | Herrschaftsgericht Hohenlandsberg   | 1850  | Landgericht Markt Bibart |      |
| Wässerndorf       | Winkelhof          | Herrschaftsgericht Hohenlandsberg   | 1850  | Landgericht Markt Bibart |      |
| Wässerndorf       | Winkelhofmühle     | Herrschaftsgericht Hohenlandsberg   | 1850  | Landgericht Markt Bibart |      |
| Willanzheim       | Willanzheim        | Landgericht Markt Bibart            |       | Landgericht Markt Bibart |      |
| Willanzheim       | Brückenmühle       | Landgericht Markt Bibart            |       | Landgericht Markt Bibart |      |
| Willanzheim       | Hagenmühle         | Landgericht Markt Bibart            |       | Landgericht Markt Bibart |      |
| Willanzheim       | Weidenmühle        | Landgericht Markt Bibart            |       | Landgericht Markt Bibart |      |
| Willanzheim       | Zapfenmühle        | Landgericht Markt Bibart            |       | Landgericht Markt Bibart |      |
| Willanzheim       | Ziegelhütte        | Landgericht Markt Bibart            |       | Landgericht Markt Bibart |      |
| Ziegenbach        | Ziegenbach         | Herrschaftsgericht Rüdenhausen      | 1852  | Landgericht Markt Bibart |      |